# Vườn quốc gia Ise-Shima
Vườn quốc gia Ise-Shima (伊势志摩国立公园 Ise-Shima Kokuritsu Kōen) là một vườn quốc gia ở tỉnh Mie, Nhật Bản. Nó được đặc trưng bởi vùng bờ biển và các đảo nằm rải rác xung quanh vịnh. Địa hình ở đây còn có đồi núi với núi Asama-ga-take cao 555 mét (1,821 ft) là đỉnh cao nhất tại vườn quốc gia.